# Ганс фон Фіхте
Ганс фон Фіхте (нім. Hans von Fichte; 9 вересня 1894, Кассель — 20 листопада 1963, Гарміш-Партенкірхен) — німецький офіцер, генерал-майор люфтваффе.

## Біографія
Учасник Першої світової війни. Служив у артилерії, 2 липня 1916 року перейшов у авіацію. 14 жовтня 1918 року збитий біля Іпра і взятий у британський полон. 23 жовтня 1919 року звільнений, 18 грудня повернувся в Німеччину. 31 березня 1920 року вийшов у відставку. З 1 квітня 1928 року — цивільний співробітник (консультант) рейхсверу. 1 травня 1934 року поступив на службу в люфтваффе.
З 15 серпня 1938 року — ад'ютант і начальник оперативного відділу штабу 7-ї авіадивізії, потім — генштабу 11-го авіакорпусу. З 1 січня 1944 року — командир особового складу при командувачі люфтваффе в Північних Балканах. 15 січня 1944 року понижений до лейтенанта і призначений в 3-й запасний авіаційний батальйон.

## Звання
- Фенріх (11 серпня 1914)
- Лейтенант (18 жовтня 1914)
- Обер-лейтенант запасу (15 жовтня 1920)
- Гауптман (1 травня 1934)
- Майор (1 липня 1935)
- Оберст-лейтенант (1 жовтня 1937)
- Оберст (1 червня 1940)
- Генерал-майор (1 квітня 1944)

## Нагороди
- Залізний хрест 2-го класу
- Нагрудний знак пілота-спостерігача (Пруссія)
- Нагрудний знак «За поранення» в сріблі
- Почесний хрест ветерана війни з мечами
- Медаль «За вислугу років у Вермахті» 4-го класу (4 роки)
- Медаль «У пам'ять 1 жовтня 1938» із застібкою «Празький град»
- Нагрудний знак спостерігача
- Застібка до Залізного хреста 2-го класу
- Залізний хрест 1-го класу
- Хрест Воєнних заслуг 2-го і 1-го класу з мечами
- Нарукавна стрічка «Крит»